# Максатихинский муниципальный округ
Максатихи́нский муниципа́льный о́круг — административно-территориальная единица (округ) и муниципальное образование на северо-востоке Тверской области России.
Административный центр — посёлок городского типа Максатиха.

## Физико-географическая характеристика
География
Площадь района составляет 2 766 км².
Основные реки — Молога и Волчина.
Животный мир
В Максатихинском округе встречаются многие виды птиц, среди которых воробьи, голуби, сороки, грачи, и утки. В лесу можно встретить лося, кабана, волков, лис, зайцев, ежей.

## История
Территория нынешнего Максатихинского округа была заселена ещё в первом тысячелетии до нашей эры. Первые документальные сведения о поселении района относятся к 1137 году. В Новгородской переписи 1545 года имеется такая запись: «Починок Максатиха: двор Климко, двор Олекся, двор Костя». Судя по этому, 1545 год и является годом основания Максатихи.
Максатихинский район образован 12 июля 1929 года в составе Бежецкого округа Московской области на территории бывших Моркино-Горской, Пореченской и Трестенской волостей Бежецкого уезда и части Брусовской и Козловской волостей Вышневолоцкого уезда Тверской губернии.
В состав района первоначально вошли рабочий посёлок Максатиха и сельсоветы: Батуринский, Боровский, Будённовский, Васютинский, Винженский, Воздвиженский, Ворожебский, Горячевский, Гришковский, Добрынский, Дубищенский, Дымцевский, Житниковский, Засецкий, Клевищенский, Клевцовский, Ключевский, Княжевский, Кострецкий, Ломовский, Максатихинский, Павловский, Пальчихинский, Паулинский, Петровский, Подусовский, Покровский, Раевский, Ривицкий, Ручковский, Рыбинский, Селецкий, Скорневский, Спас-Забережский, Столбихинский, Столоповский, Трестенский, Трусовский, Федорцевский и Хомутинский.
29 января 1935 года Максатихинский район вошёл в новообразованную Калининскую область.
14 ноября 1960 года к Максатихинскому району была присоединена часть территории упразднённого Брусовского района.
7 апреля 2022 года Максатихинский район был преобразован в муниципальный округ.

## Население
| 1939    | 1959    | 1970    | 1979    | 1989    | 2002    | 2006    | 2009    | 2010    |
| ------- | ------- | ------- | ------- | ------- | ------- | ------- | ------- | ------- |
| 43 441  | ↘32 860 | ↘32 033 | ↘26 019 | ↘24 414 | ↘20 644 | ↘19 600 | ↘18 254 | ↘16 723 |
| 2011    | 2012    | 2013    | 2014    | 2015    | 2016    | 2017    | 2018    | 2019    |
| ↘16 618 | ↘16 333 | ↘15 876 | ↘15 495 | ↘15 209 | ↘15 064 | ↘14 908 | ↘14 723 | ↘14 409 |
| 2020    | 2021    |         |         |         |         |         |         |         |
| ↘14 170 | ↗14 388 |         |         |         |         |         |         |         |

### Урбанизация
Городское население (пгт Максатиха) составляет 52,96 % от всего населения округа.
Демография
Общий коэффициент рождаемости в 2010 году составил 15 человек на 1000 жителей, общий коэффициент смертности — 28,7 человек на 1000 жителей.
В настоящее время население быстро сокращается как за счёт превышения числа умерших над числом родившихся (в 2010 году в 1,85 раза), так и по причине миграции населения за пределы округа (миграционный прирост в 2010 году — −188 человек; на одного приехавшего приходится 5,4 покинувших территорию округа).
По итогам переписи населения 2020 года проживали следующие национальности (национальности менее 0,1 % и другое, см. в сноске к строке «Другие»):
| Национальность | Численность, чел. | Доля     |
| -------------- | ----------------- | -------- |
| Русские        | 12 835            | 89,21 %  |
| Карелы         | 189               | 1,31 %   |
| Цыгане         | 134               | 0,93 %   |
| Украинцы       | 71                | 0,49 %   |
| Узбеки         | 52                | 0,36 %   |
| Армяне         | 45                | 0,31 %   |
| Азербайджанцы  | 24                | 0,17 %   |
| Молдаване      | 22                | 0,15 %   |
| Таджики        | 21                | 0,15 %   |
| Другие         | 995               | 6,92 %   |
| Итого          | 14 388            | 100,00 % |

## Административно-муниципальное устройство до 2022 года
До 2022 года в Максатихинский район, с точки зрения административно-территориального устройства области, входили 4 поселения.
Существовавший на территории округа ранее муниципальный район, в рамках организации местного самоуправления, делился на 4 муниципальных образования, в том числе одно городское и 3 сельских поселения:
| №        | Муниципальное образование      | Административный центр | Количество населённых пунктов | Население (чел.) | Площадь (км²) |
| -------- | ------------------------------ | ---------------------- | ----------------------------- | ---------------- | ------------- |
| 1e-06    | Городские поселения:           |                        |                               |                  |               |
| 1        | посёлок Максатиха              | пгт Максатиха          | 1                             | ↗7620            | 8,11          |
| 1.000002 | Сельские поселения:            |                        |                               |                  |               |
| 2        | Зареченское сельское поселение | хутор Заречье          | 108                           | ↘2393            | 170,88        |
| 3        | Малышевское сельское поселение | посёлок Малышево       | 92                            | ↗2256            | 252,53        |
| 4        | Рыбинское сельское поселение   | село Сельцы            | 92                            | ↗2119            | 530,70        |

В январе 2006 года в муниципальном районе сперва было образовано 1 городское и 12 сельских поселений. В 2014 году были упразднены следующие сельские поселения: Кострецкое, Пальчихинское, Ривицкое, Трестенское (включены в Зареченское); Труженицкое и Каменское (включены в Малышевское); Селецкое, Будённовское и Ручковское (включены в Рыбинское).
В 2022 году все поселения были объединены в муниципальный округ.

## Населённые пункты
В Максатихинском округе 293 населённых пункта.
| №   | Населённый пункт                   | Тип                     | Население | Муниципальное образование      |
| --- | ---------------------------------- | ----------------------- | --------- | ------------------------------ |
| 1   | Алфериха                           | деревня                 | ↘9        | Малышевское сельское поселение |
| 2   | Амосино                            | деревня                 | →5        | Зареченское сельское поселение |
| 3   | Андрианиха                         | деревня                 | 23        | Рыбинское сельское поселение   |
| 4   | Андрониха                          | деревня                 | ↗15       | Малышевское сельское поселение |
| 5   | Антипково                          | деревня                 | ↘8        | Зареченское сельское поселение |
| 6   | Антонидово                         | деревня                 | ↘20       | Зареченское сельское поселение |
| 7   | Артеново                           | деревня                 | →0        | Зареченское сельское поселение |
| 8   | Астафьево                          | деревня                 | ↘16       | Малышевское сельское поселение |
| 9   | Асташиха                           | деревня                 | ↗1        | Малышевское сельское поселение |
| 10  | Атемежа                            | деревня                 | →14       | Рыбинское сельское поселение   |
| 11  | Афанасово                          | деревня                 | ↘7        | Малышевское сельское поселение |
| 12  | Афимьяново                         | деревня                 | →15       | Рыбинское сельское поселение   |
| 13  | Бараниха                           | деревня                 | 1         | Зареченское сельское поселение |
| 14  | Барсуки                            | деревня                 | ↗1        | Зареченское сельское поселение |
| 15  | Батуриха                           | деревня                 | ↘20       | Зареченское сельское поселение |
| 16  | Бахарево                           | деревня                 | ↘28       | Малышевское сельское поселение |
| 17  | Бачманово                          | деревня                 | →15       | Зареченское сельское поселение |
| 18  | Белушиха                           | хутор                   | ↗7        | Малышевское сельское поселение |
| 19  | Бережки                            | деревня                 | →0        | Рыбинское сельское поселение   |
| 20  | Березовка                          | деревня                 | ↘34       | Рыбинское сельское поселение   |
| 21  | Березуга                           | деревня                 | →0        | Малышевское сельское поселение |
| 22  | Большая Воздвиженка                | деревня                 | ↘62       | Зареченское сельское поселение |
| 23  | Большое Вороново                   | деревня                 | ↘1        | Малышевское сельское поселение |
| 24  | Большой Жуковец                    | деревня                 | ↘1        | Зареченское сельское поселение |
| 25  | Большой Хвощ                       | хутор                   | →0        | Рыбинское сельское поселение   |
| 26  | Боровая                            | деревня                 | ↘1        | Зареченское сельское поселение |
| 27  | Боровское                          | деревня                 | →0        | Рыбинское сельское поселение   |
| 28  | Броды                              | деревня                 | →0        | Зареченское сельское поселение |
| 29  | Будёновка                          | деревня                 | ↘168      | Рыбинское сельское поселение   |
| 30  | Бураки                             | деревня                 | ↘1        | Зареченское сельское поселение |
| 31  | Бурачиха                           | деревня                 | →0        | Зареченское сельское поселение |
| 32  | Быки                               | деревня                 | ↘38       | Рыбинское сельское поселение   |
| 33  | Быковка                            | деревня                 | ↘1        | Зареченское сельское поселение |
| 34  | Ванькин Бор                        | деревня                 | ↘1        | Зареченское сельское поселение |
| 35  | Великое Село                       | деревня                 | ↘16       | Зареченское сельское поселение |
| 36  | Веселая Горка                      | хутор                   | →0        | Рыбинское сельское поселение   |
| 37  | Веселовка                          | деревня                 | →0        | Рыбинское сельское поселение   |
| 38  | Ветроломы                          | деревня                 | ↘19       | Зареченское сельское поселение |
| 39  | Володарка                          | посёлок                 | ↗58       | Малышевское сельское поселение |
| 40  | Волчихово                          | деревня                 | →0        | Малышевское сельское поселение |
| 41  | Воробьёво                          | деревня                 | ↘1        | Рыбинское сельское поселение   |
| 42  | Вышка                              | деревня                 | ↘33       | Зареченское сельское поселение |
| 43  | Вязины                             | деревня                 | →0        | Зареченское сельское поселение |
| 44  | Гарусово                           | деревня                 | ↘110      | Малышевское сельское поселение |
| 45  | Глебездово                         | деревня                 | ↘1        | Малышевское сельское поселение |
| 46  | Гоголиха                           | деревня                 | ↘1        | Малышевское сельское поселение |
| 47  | Гористое                           | деревня                 | ↘9        | Зареченское сельское поселение |
| 48  | Горка                              | деревня                 | 5         | Рыбинское сельское поселение   |
| 49  | Горка                              | деревня                 | ↘11       | Малышевское сельское поселение |
| 50  | Горка                              | хутор                   | 65        | Рыбинское сельское поселение   |
| 51  | Горма                              | деревня                 | ↘1        | Зареченское сельское поселение |
| 52  | Гороватое                          | деревня                 | 0         | Зареченское сельское поселение |
| 53  | Горшково                           | деревня                 | ↘17       | Рыбинское сельское поселение   |
| 54  | Горшково                           | деревня                 | ↘1        | Малышевское сельское поселение |
| 55  | Горячево                           | деревня                 | ↘11       | Рыбинское сельское поселение   |
| 56  | Гостиница                          | посёлок                 | ↘54       | Рыбинское сельское поселение   |
| 57  | Григорово                          | деревня                 | ↘1        | Малышевское сельское поселение |
| 58  | Гришково                           | деревня                 | →0        | Рыбинское сельское поселение   |
| 59  | Гуммала                            | деревня                 | ↘13       | Рыбинское сельское поселение   |
| 60  | Гундориха                          | деревня                 | →0        | Малышевское сельское поселение |
| 61  | Данилково                          | деревня                 | ↘5        | Зареченское сельское поселение |
| 62  | Деревково                          | хутор                   | →0        | Малышевское сельское поселение |
| 63  | Добрыни                            | село                    | ↘1        | Рыбинское сельское поселение   |
| 64  | Добрыня                            | хутор                   | →0        | Малышевское сельское поселение |
| 65  | Долгово                            | деревня                 | ↘0        | Зареченское сельское поселение |
| 66  | Доненский Починок                  | деревня                 | ↘0        | Малышевское сельское поселение |
| 67  | Дор                                | деревня                 | ↘1        | Малышевское сельское поселение |
| 68  | Дубищи                             | деревня                 | ↘78       | Рыбинское сельское поселение   |
| 69  | Дубки                              | хутор                   | →0        | Малышевское сельское поселение |
| 70  | Дубовика                           | деревня                 | 0         | Зареченское сельское поселение |
| 71  | Дубровка                           | деревня                 | 0         | Зареченское сельское поселение |
| 72  | Дубровка                           | деревня                 | →0        | Рыбинское сельское поселение   |
| 73  | Дымцево                            | деревня                 | ↘30       | Рыбинское сельское поселение   |
| 74  | Дюдьково                           | хутор                   | 0         | Рыбинское сельское поселение   |
| 75  | Ежино                              | хутор                   | 1         | Рыбинское сельское поселение   |
| 76  | Ермолино                           | деревня                 | ↘32       | Малышевское сельское поселение |
| 77  | Ерошиха                            | деревня                 | ↘1        | Малышевское сельское поселение |
| 78  | Жидкое                             | деревня                 | ↘1        | Малышевское сельское поселение |
| 79  | Жижино                             | деревня                 | ↘24       | Зареченское сельское поселение |
| 80  | Житники                            | деревня                 | ↘1        | Рыбинское сельское поселение   |
| 81  | Жуки                               | деревня                 | →17       | Зареченское сельское поселение |
| 82  | Загородье                          | деревня                 | ↘25       | Рыбинское сельское поселение   |
| 83  | Заляжье                            | хутор                   | →0        | Малышевское сельское поселение |
| 84  | Западинки                          | хутор                   | →0        | Малышевское сельское поселение |
| 85  | Зарайское                          | хутор                   | ↘1        | Малышевское сельское поселение |
| 86  | Зараменье                          | деревня                 | ↘9        | Рыбинское сельское поселение   |
| 87  | Заречье                            | хутор                   | ↘188      | Зареченское сельское поселение |
| 88  | Зародовичи                         | деревня                 | →1        | Рыбинское сельское поселение   |
| 89  | Засека                             | деревня                 | ↘141      | Малышевское сельское поселение |
| 90  | Зверло                             | хутор                   | →1        | Зареченское сельское поселение |
| 91  | Змеево                             | деревня                 | ↘5        | Малышевское сельское поселение |
| 92  | Зубачиха                           | деревня                 | ↘0        | Зареченское сельское поселение |
| 93  | Иванова Нива                       | деревня                 | ↘0        | Зареченское сельское поселение |
| 94  | Ивановское                         | деревня                 | →26       | Малышевское сельское поселение |
| 95  | Иваньково                          | деревня                 | ↘0        | Зареченское сельское поселение |
| 96  | Каликино                           | деревня                 | ↘15       | Зареченское сельское поселение |
| 97  | Кало                               | хутор                   | →0        | Зареченское сельское поселение |
| 98  | Каменка                            | деревня                 | ↘257      | Малышевское сельское поселение |
| 99  | Карельское Заручье                 | деревня                 | ↘19       | Рыбинское сельское поселение   |
| 100 | Кедровка                           | хутор                   | 0         | Рыбинское сельское поселение   |
| 101 | Киевка                             | деревня                 | →5        | Рыбинское сельское поселение   |
| 102 | Кистутово                          | деревня                 | ↘228      | Малышевское сельское поселение |
| 103 | Клевищи                            | деревня                 | 11        | Зареченское сельское поселение |
| 104 | Клевцово                           | деревня                 | ↘13       | Зареченское сельское поселение |
| 105 | Ключевая                           | деревня                 | ↘130      | Зареченское сельское поселение |
| 106 | Ключевка                           | деревня                 | →0        | Зареченское сельское поселение |
| 107 | Княжево                            | деревня                 | 54        | Зареченское сельское поселение |
| 108 | Ковыркова Гора                     | хутор                   | ↘5        | Рыбинское сельское поселение   |
| 109 | Кожино                             | деревня                 | ↘60       | Рыбинское сельское поселение   |
| 110 | Койвушка                           | деревня                 | ↘16       | Рыбинское сельское поселение   |
| 111 | Колодино                           | деревня                 | →0        | Малышевское сельское поселение |
| 112 | Колодиха                           | деревня                 | ↘19       | Малышевское сельское поселение |
| 113 | Коммуна                            | деревня                 | →0        | Рыбинское сельское поселение   |
| 114 | Кондратково                        | деревня                 | ↘1        | Малышевское сельское поселение |
| 115 | Кондушка                           | деревня                 | ↘8        | Зареченское сельское поселение |
| 116 | Коноплево                          | деревня                 | ↘1        | Зареченское сельское поселение |
| 117 | Кончинка                           | деревня                 | →0        | Рыбинское сельское поселение   |
| 118 | Конюшино                           | деревня                 | ↘10       | Рыбинское сельское поселение   |
| 119 | Коргово                            | деревня                 | 0         | Рыбинское сельское поселение   |
| 120 | Коссули                            | деревня                 | →0        | Зареченское сельское поселение |
| 121 | Кострецы                           | деревня                 | ↘170      | Зареченское сельское поселение |
| 122 | Кочки                              | деревня                 | ↗1        | Рыбинское сельское поселение   |
| 123 | Красивый                           | посёлок                 | ↘13       | Рыбинское сельское поселение   |
| 124 | Красная Горка                      | деревня                 | →0        | Зареченское сельское поселение |
| 125 | Красненькое                        | деревня                 | ↗1        | Малышевское сельское поселение |
| 126 | Красуха                            | деревня                 | ↗11       | Малышевское сельское поселение |
| 127 | Красуха                            | деревня                 | 44        | Малышевское сельское поселение |
| 128 | Кудряшово                          | деревня                 | ↘21       | Рыбинское сельское поселение   |
| 129 | Кузнецы                            | деревня                 | ↘59       | Рыбинское сельское поселение   |
| 130 | Кузнечики                          | деревня                 | ↘27       | Малышевское сельское поселение |
| 131 | Кулаково                           | деревня                 | →0        | Рыбинское сельское поселение   |
| 132 | Кулачиха                           | деревня                 | ↗9        | Зареченское сельское поселение |
| 133 | Куничиха                           | деревня                 | ↘24       | Малышевское сельское поселение |
| 134 | Курилиха                           | деревня                 | →0        | Рыбинское сельское поселение   |
| 135 | Лебедево                           | деревня                 | ↘17       | Рыбинское сельское поселение   |
| 136 | Липовка                            | деревня                 | ↘1        | Зареченское сельское поселение |
| 137 | Лозовая                            | деревня                 | →0        | Малышевское сельское поселение |
| 138 | Ломы                               | деревня                 | ↘72       | Рыбинское сельское поселение   |
| 139 | Лощемля                            | деревня                 | ↘34       | Малышевское сельское поселение |
| 140 | Лукка                              | деревня                 | →0        | Зареченское сельское поселение |
| 141 | Лукьяново                          | деревня                 | ↘8        | Рыбинское сельское поселение   |
| 142 | Луначарское                        | деревня                 | ↘7        | Малышевское сельское поселение |
| 143 | Любятино                           | деревня                 | ↗6        | Рыбинское сельское поселение   |
| 144 | Макеевское                         | деревня                 | ↗48       | Малышевское сельское поселение |
| 145 | Маковищи                           | деревня                 | ↘8        | Малышевское сельское поселение |
| 146 | Максатиха                          | пгт                     | ↗7620     | посёлок Максатиха              |
| 147 | Маланьино                          | деревня                 | ↘7        | Малышевское сельское поселение |
| 148 | Малая Воздвиженка                  | деревня                 | ↘0        | Зареченское сельское поселение |
| 149 | Малиниха                           | деревня                 | ↘1        | Зареченское сельское поселение |
| 150 | Малиновка                          | деревня                 | ↘1        | Зареченское сельское поселение |
| 151 | Малиновка                          | деревня                 | →0        | Рыбинское сельское поселение   |
| 152 | Малое Вороново                     | деревня                 | ↗6        | Малышевское сельское поселение |
| 153 | Малый Хвощ                         | хутор                   | →0        | Рыбинское сельское поселение   |
| 154 | Малышево                           | деревня                 | ↘38       | Малышевское сельское поселение |
| 155 | Малышево                           | посёлок                 | ↘387      | Малышевское сельское поселение |
| 156 | Малька                             | деревня                 | →0        | Зареченское сельское поселение |
| 157 | Масленка                           | деревня                 | 6         | Зареченское сельское поселение |
| 158 | Медведково                         | деревня                 | ↘10       | Малышевское сельское поселение |
| 159 | Минка                              | деревня                 | ↗8        | Зареченское сельское поселение |
| 160 | Мокшицы                            | деревня                 | ↗17       | Рыбинское сельское поселение   |
| 161 | Молчаново                          | деревня                 | ↘0        | Малышевское сельское поселение |
| 162 | Мотуново                           | деревня                 | 0         | Зареченское сельское поселение |
| 163 | Найдениха                          | деревня                 | ↘40       | Малышевское сельское поселение |
| 164 | Нарехово                           | деревня                 | →0        | Рыбинское сельское поселение   |
| 165 | Наташино                           | деревня                 | ↘1        | Малышевское сельское поселение |
| 166 | Николаевское                       | деревня                 | ↘26       | Малышевское сельское поселение |
| 167 | Никольский Луг                     | деревня                 | ↘1        | Рыбинское сельское поселение   |
| 168 | Никольское                         | деревня                 | 0         | Зареченское сельское поселение |
| 169 | Никольское                         | деревня                 | ↘7        | Рыбинское сельское поселение   |
| 170 | Ново-Дмитровка                     | деревня                 | ↘80       | Малышевское сельское поселение |
| 171 | Новое Заручье                      | деревня                 | ↘0        | Рыбинское сельское поселение   |
| 172 | Новое Паулино                      | деревня                 | ↘1        | Зареченское сельское поселение |
| 173 | Новое Райдино                      | деревня                 | 1         | Рыбинское сельское поселение   |
| 174 | Новозаводской                      | посёлок                 | ↘52       | Малышевское сельское поселение |
| 175 | Ново-Никольское                    | деревня                 | ↘18       | Малышевское сельское поселение |
| 176 | Ново-Отрадное                      | деревня                 | 0         | Рыбинское сельское поселение   |
| 177 | Ново-Павловское                    | деревня                 | ↘15       | Малышевское сельское поселение |
| 178 | Ново-Плоское                       | деревня                 | ↗18       | Зареченское сельское поселение |
| 179 | Ново-Пхово                         | деревня                 | ↘110      | Малышевское сельское поселение |
| 180 | Огрызково                          | деревня                 | ↘1        | Рыбинское сельское поселение   |
| 181 | Ольховка                           | деревня                 | 0         | Зареченское сельское поселение |
| 182 | Ораны                              | деревня                 | 0         | Зареченское сельское поселение |
| 183 | Ораны                              | хутор                   | ↘9        | Рыбинское сельское поселение   |
| 184 | Орешки                             | деревня                 | ↘0        | Зареченское сельское поселение |
| 185 | Осташиха                           | деревня                 | ↘1        | Рыбинское сельское поселение   |
| 186 | Острые Луки                        | деревня                 | ↘83       | Зареченское сельское поселение |
| 187 | Отока                              | деревня                 | 0         | Зареченское сельское поселение |
| 188 | Павловское                         | деревня                 | ↘10       | Рыбинское сельское поселение   |
| 189 | Пальчиха                           | деревня                 | ↘97       | Зареченское сельское поселение |
| 190 | Паржа                              | хутор                   | 0         | Рыбинское сельское поселение   |
| 191 | Пархово                            | деревня                 | ↘5        | Малышевское сельское поселение |
| 192 | Пасьмино                           | деревня                 | 15        | Зареченское сельское поселение |
| 193 | Паулинские Горы                    | деревня                 | →0        | Зареченское сельское поселение |
| 194 | Перевесы                           | деревня                 | ↘60       | Зареченское сельское поселение |
| 195 | Песогоры                           | деревня                 | ↘30       | Зареченское сельское поселение |
| 196 | Пирожково                          | деревня                 | ↘1        | Зареченское сельское поселение |
| 197 | Плотники                           | деревня                 | ↘12       | Зареченское сельское поселение |
| 198 | Площадь                            | деревня                 | →0        | Рыбинское сельское поселение   |
| 199 | Подмельничное                      | деревня                 | →0        | Зареченское сельское поселение |
| 200 | Подолы                             | деревня                 | →0        | Зареченское сельское поселение |
| 201 | Подсосенье                         | деревня                 | →0        | Малышевское сельское поселение |
| 202 | Подусово                           | деревня                 | ↘0        | Малышевское сельское поселение |
| 203 | Покров                             | деревня                 | ↘58       | Малышевское сельское поселение |
| 204 | Пономарево                         | деревня                 | ↘5        | Малышевское сельское поселение |
| 205 | Поповка                            | деревня                 | 0         | Зареченское сельское поселение |
| 206 | Поповка                            | деревня                 | ↗11       | Рыбинское сельское поселение   |
| 207 | Починок                            | деревня                 | ↘102      | Малышевское сельское поселение |
| 208 | Преображение                       | деревня                 | 27        | Рыбинское сельское поселение   |
| 209 | Прудовицы                          | хутор                   | →0        | Малышевское сельское поселение |
| 210 | Пятницкое                          | деревня                 | ↘126      | Малышевское сельское поселение |
| 211 | Раевское                           | деревня                 | ↘54       | Малышевское сельское поселение |
| 212 | Райда                              | деревня                 | →0        | Зареченское сельское поселение |
| 213 | Райда                              | деревня                 | ↘51       | Рыбинское сельское поселение   |
| 214 | Райково                            | деревня                 | ↘217      | Зареченское сельское поселение |
| 215 | Рамешки                            | деревня                 | ↗13       | Зареченское сельское поселение |
| 216 | Ребахушки                          | деревня                 | →0        | Рыбинское сельское поселение   |
| 217 | Ремчино                            | деревня                 | ↘26       | Рыбинское сельское поселение   |
| 218 | Репинка                            | деревня                 | ↘5        | Малышевское сельское поселение |
| 219 | Репище                             | деревня                 | →0        | Малышевское сельское поселение |
| 220 | Ривица                             | деревня                 | 192       | Зареченское сельское поселение |
| 221 | Ривица                             | деревня                 | →0        | Зареченское сельское поселение |
| 222 | Ривицкий                           | посёлок                 | ↘389      | Зареченское сельское поселение |
| 223 | Русские Овсяники                   | деревня                 | ↘10       | Зареченское сельское поселение |
| 224 | Русские Плоски                     | деревня                 | ↗7        | Зареченское сельское поселение |
| 225 | Русский Городок                    | деревня                 | ↗25       | Малышевское сельское поселение |
| 226 | Ручки                              | деревня                 | 137       | Рыбинское сельское поселение   |
| 227 | Рыбинское Заручье                  | село                    | ↘157      | Рыбинское сельское поселение   |
| 228 | Саврасиха                          | деревня                 | ↘1        | Зареченское сельское поселение |
| 229 | Святовское                         | деревня                 | 0         | Зареченское сельское поселение |
| 230 | Селищи                             | деревня                 | 55        | Рыбинское сельское поселение   |
| 231 | Сельцы                             | село                    | ↘204      | Рыбинское сельское поселение   |
| 232 | Семеновское                        | хутор                   | →0        | Рыбинское сельское поселение   |
| 233 | Сидорково                          | деревня                 | 252       | Зареченское сельское поселение |
| 234 | Сидорково                          | железнодорожная станция | 0         | Зареченское сельское поселение |
| 235 | Ситьково                           | хутор                   | →0        | Малышевское сельское поселение |
| 236 | Скирки                             | деревня                 | ↘1        | Зареченское сельское поселение |
| 237 | Скорнево                           | деревня                 | ↘24       | Рыбинское сельское поселение   |
| 238 | Слепниха                           | деревня                 | 0         | Зареченское сельское поселение |
| 239 | Сокерино                           | деревня                 | ↗1        | Рыбинское сельское поселение   |
| 240 | Сосновка                           | деревня                 | 7         | Зареченское сельское поселение |
| 241 | Соснушка                           | деревня                 | ↘13       | Малышевское сельское поселение |
| 242 | Спас-Забережье                     | деревня                 | ↘17       | Рыбинское сельское поселение   |
| 243 | Спичиха                            | хутор                   | →5        | Зареченское сельское поселение |
| 244 | Старое                             | деревня                 | 1         | Зареченское сельское поселение |
| 245 | Старое                             | деревня                 | ↘1        | Зареченское сельское поселение |
| 246 | Старое Заручье                     | деревня                 | →0        | Рыбинское сельское поселение   |
| 247 | Старое Паулино                     | деревня                 | ↘10       | Зареченское сельское поселение |
| 248 | Столбиха                           | деревня                 | ↘36       | Малышевское сельское поселение |
| 249 | Столопово                          | деревня                 | ↘14       | Малышевское сельское поселение |
| 250 | Столпино                           | деревня                 | →0        | Рыбинское сельское поселение   |
| 251 | Стрелечье                          | деревня                 | →1        | Малышевское сельское поселение |
| 252 | Стрелечье                          | хутор                   | ↗1        | Малышевское сельское поселение |
| 253 | Строкина Горка                     | деревня                 | ↘23       | Зареченское сельское поселение |
| 254 | Ступники                           | деревня                 | →1        | Рыбинское сельское поселение   |
| 255 | Стыково                            | деревня                 | →0        | Рыбинское сельское поселение   |
| 256 | Сутулово                           | деревня                 | ↗7        | Малышевское сельское поселение |
| 257 | Тельцово                           | деревня                 | ↗20       | Рыбинское сельское поселение   |
| 258 | Тимонино                           | деревня                 | ↗17       | Малышевское сельское поселение |
| 259 | Толоцкое                           | деревня                 | 55        | Рыбинское сельское поселение   |
| 260 | Топальское                         | деревня                 | ↘1        | Малышевское сельское поселение |
| 261 | Трестенская Туберкулезная Больница | населённый пункт        | ↗17       | Зареченское сельское поселение |
| 262 | Трестна                            | село                    | ↘182      | Зареченское сельское поселение |
| 263 | Трошкино                           | деревня                 | →0        | Зареченское сельское поселение |
| 264 | Труженик                           | посёлок                 | ↘205      | Малышевское сельское поселение |
| 265 | Трусово                            | деревня                 | 8         | Зареченское сельское поселение |
| 266 | Труфанково                         | деревня                 | ↗21       | Рыбинское сельское поселение   |
| 267 | Ульяновка                          | деревня                 | ↘7        | Зареченское сельское поселение |
| 268 | Фабрика                            | деревня                 | ↘573      | Рыбинское сельское поселение   |
| 269 | Федорцево                          | деревня                 | ↘0        | Рыбинское сельское поселение   |
| 270 | Фенюшиха                           | деревня                 | ↘18       | Зареченское сельское поселение |
| 271 | Ферезна                            | деревня                 | ↘29       | Зареченское сельское поселение |
| 272 | Филизи                             | деревня                 | ↘36       | Малышевское сельское поселение |
| 273 | Фомино                             | деревня                 | 1         | Рыбинское сельское поселение   |
| 274 | Фомино                             | деревня                 | →0        | Малышевское сельское поселение |
| 275 | Фофоново                           | деревня                 | ↘5        | Малышевское сельское поселение |
| 276 | Хабары                             | деревня                 | ↗15       | Рыбинское сельское поселение   |
| 277 | Хмелевая                           | деревня                 | 99        | Зареченское сельское поселение |
| 278 | Хмелевка                           | деревня                 | 0         | Зареченское сельское поселение |
| 279 | Хмелево                            | деревня                 | ↘1        | Малышевское сельское поселение |
| 280 | Хомутиха                           | деревня                 | ↘60       | Зареченское сельское поселение |
| 281 | Хребтово                           | деревня                 | ↘0        | Малышевское сельское поселение |
| 282 | Цаплино                            | деревня                 | 6         | Зареченское сельское поселение |
| 283 | Черниково                          | деревня                 | →0        | Рыбинское сельское поселение   |
| 284 | Чикулиха                           | деревня                 | 6         | Рыбинское сельское поселение   |
| 285 | Шапкино                            | деревня                 | ↘1        | Рыбинское сельское поселение   |
| 286 | Шенево                             | деревня                 | ↘16       | Малышевское сельское поселение |
| 287 | Широково                           | деревня                 | ↘0        | Зареченское сельское поселение |
| 288 | Шорды                              | деревня                 | ↘1        | Зареченское сельское поселение |
| 289 | Юренево                            | деревня                 | ↘7        | Малышевское сельское поселение |
| 290 | Юхово                              | деревня                 | ↘17       | Малышевское сельское поселение |
| 291 | Ямники                             | деревня                 | 58        | Рыбинское сельское поселение   |
| 292 | Ямники                             | деревня                 | →0        | Малышевское сельское поселение |
| 293 | Ясень                              | посёлок                 | →0        | Зареченское сельское поселение |

## Транспорт
Протяженность автомобильных дорог по территории Максатихинского района составляет — 854.6 км в том числе дорог 1 класса — 120.4 км, 2 класса — 173.8 км, 3 класса — 235.7 км, дорог местного значения сельских (городского) поселений и района — 324.7 км, искусственных сооружений (мостов) — 40 ед. — 1410 м. Плотность автомобильных дорог составляет 206.8 км на 1000 км². Плотность автомобильных дорог с твердым покрытием 91.6 км на 1000 км². Асфальтированные дороги проложены до 6 из 12 центров сельских поселений. Обслуживание и ремонт дорог производит ООО «Максатихаавтодор».

## Образование
В настоящее время на территории округа функционирует сеть образовательных учреждений разного типа и вида, которые предоставляют спектр образовательных услуг с учётом возрастных и индивидуальных особенностей детей, потребностей семьи и общества в целом. Это 8 дошкольных образовательных учреждений, 13 школ (4 основных и 9 средних), 2 учреждения дополнительного образования — Дом детства и юношества и детско-юношеская спортивная школа.
В двух средних базовых школах поселка в 2013—2014 учебном году обучается 1090 школьников, в двух базовых школах села — 180 школьников, в 5 небазовых сельских школах — 158 обучающихся.
На базе МБОУ «Максатихинская СОШ № 2» продолжает действовать центр дистанционного обучения для детей с ограниченными возможностями здоровья.

## Культура
В 1972 году районная киносеть включала в себя 84 сельских киноустановки и три поселковых: в клубе имени Калинина, клубе «Сельхозтехники» и центральный кинотеатр. В 1978 году по результатам областного конкурса Максатихинская районная киносеть заняла 2 место среди тридцати восьми районов. В 1993 году произошло объединение районного отдела культуры и киносети. В 2009 году центральный кинотеатр был закрыт.
Максатихинский межпоселенческий центр культуры и досуга объединяет 19 сельских Домов культуры и районный информационно-методический отдел.
Библиотечное обслуживание осуществляют 26 муниципальных общедоступных библиотек, объединённых в централизованную библиотечную систему (Муниципальное казённое учреждение культуры «Максатихинская межпоселенческая центральная библиотека») с единым книжным фондом, штатом и финансированием.
Важным звеном в системе учреждений культуры Максатихинского района является муниципальное казённое учреждение культуры «Максатихинский краеведческий музей им. А. Е. Смусенка».
Максатихинская детская школа искусств — открыта 1 июля 1964 года. В ДШИ работают 6 штатных педагогов и 3 совместителя. В школе дети овладевают основами игры на фортепиано, баяне, аккордеоне, домре, балалайке, синтезаторе, занимаются на фольклорном отделении. В 2009 году ДМШ стала первым в Тверской области автономным учреждением.

## Средства массовой информации
Регулярно издаётся местная газета «Вести Максатихи», публикующая новости области и округа. В газете помещаются репортажи местных корреспондентов о различных аспектах жизни района.

## Религия
Основная исповедуемая религия — православное христианство. В Максатихинском районе 6 действующих православных храмов. В посёлке Труженик находится Николо-Теребенская пустынь.
Основная регулирующая структура — Бежецкая и Весьегонская епархия Тверской митрополии.

## Почётные граждане Максатихинского округа
Звание почетного гражданина является, согласно уставу района: «Высшим знаком признательности населения Максатихинского района к лицам, внесшим выдающийся вклад в развитие района».
Звание было присуждено:
- Николай Петрович Павлов (2000 год, первый почетный гражданин) — участник Великой Отечественной войны, учитель. Благодаря его работе с военным архивом, выпущены две книги «Солдаты Максатихи»[35].
- Вера Петровна Антонова (2013 год) — учитель русского языка и литературы МБОУ «Максатихинская средняя общеобразовательная школа № 1». [источник не указан 4245 дней]
- Нина Васильевна Беляева (2013 год) — бывшая глава Пальчихинского сельского поселения, агроном.[источник не указан 4245 дней]
- Владимир Борисович Розов (2013 год) — учитель физики МБОУ «Максатихинская средняя общеобразовательная школа № 1».[источник не указан 4245 дней]
- Анна Кузьминична Горшкова (2013 год) [источник не указан 4245 дней]